# Kelsey (nome)
Kelsey  è un nome proprio di persona inglese maschile e femminile.

## Varianti
- Maschili: Kelcey[1]
- Femminili: Kelcey[1], Kelsi[1], Kelsie[1]

## Origine e diffusione
Riprende il cognome inglese Kelsey, che può avere due diverse origini: da una parte, è tratto dal nome di vari villaggi così chiamati nel Lincolnshire. Etimologicamente, questi toponimi potrebbero essere composti dai termini inglesi antichi Cenel (un nome proprio che vuol dire "feroce", "brutale", "aggressivo") ed eg ("isola"), quindi "isola di Cenel".
Dall'altra parte, può essere derivato dall'antico nome inglese Cēolsige, composto da cēol ("nave") e sige ("vittoria"), quindi "nave della vittoria".
Inizialmente usato come nome maschile, il nome ha successivamente acquisito popolarità anche al femminile.

## Onomastico
Il nome è adespota, cioè non è portato da alcun santo. L'onomastico si può festeggiare il giorno di Ognissanti, che è il 1º novembre.

## Persone

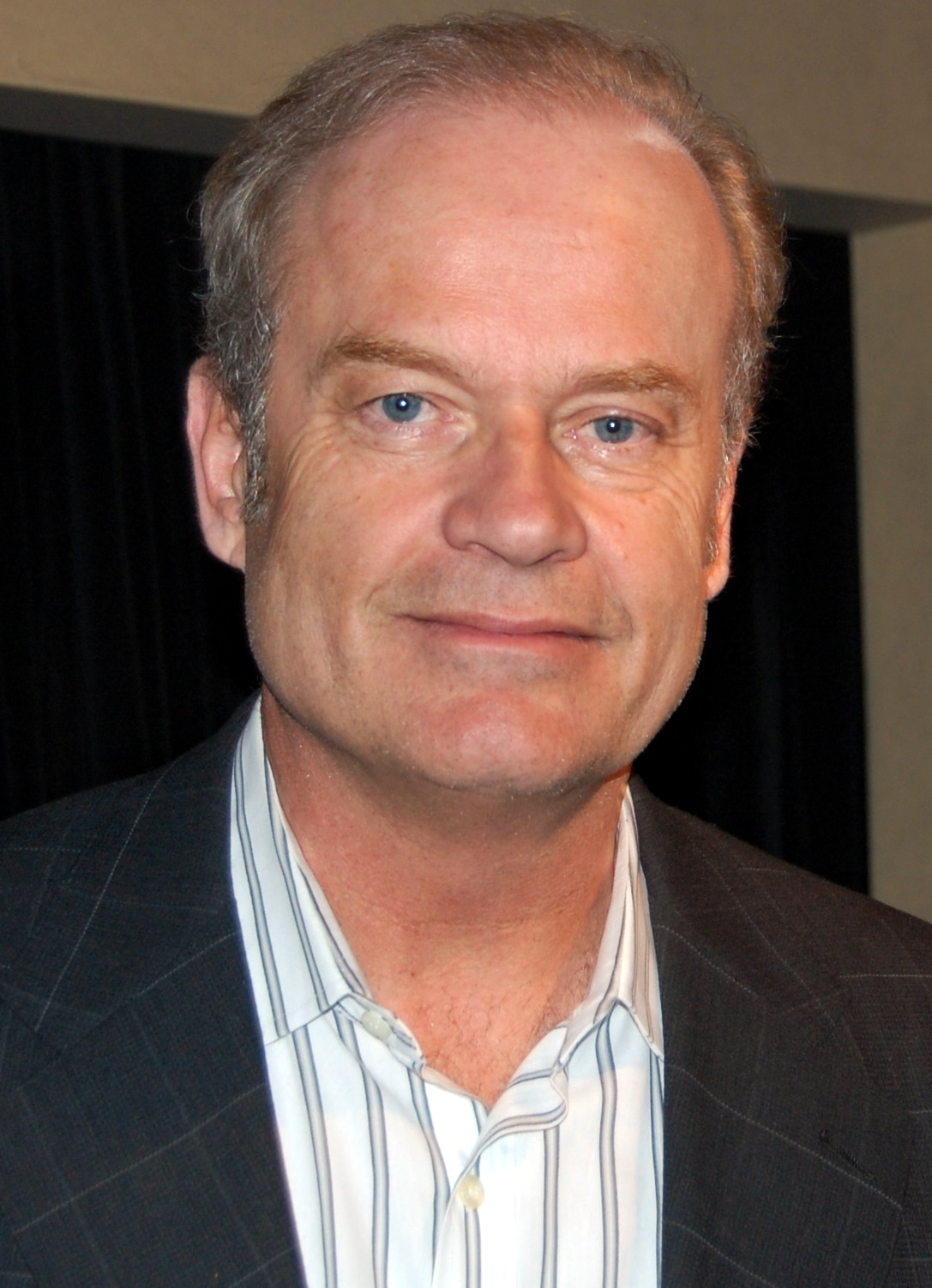
Kelsey Grammer

### Maschile
- Kelsey Grammer, attore, doppiatore, produttore cinematografico e regista statunitense
- Nathan Kelsey Hall, politico statunitense

### Femminile
- Kelsey Adrian, cestista canadese

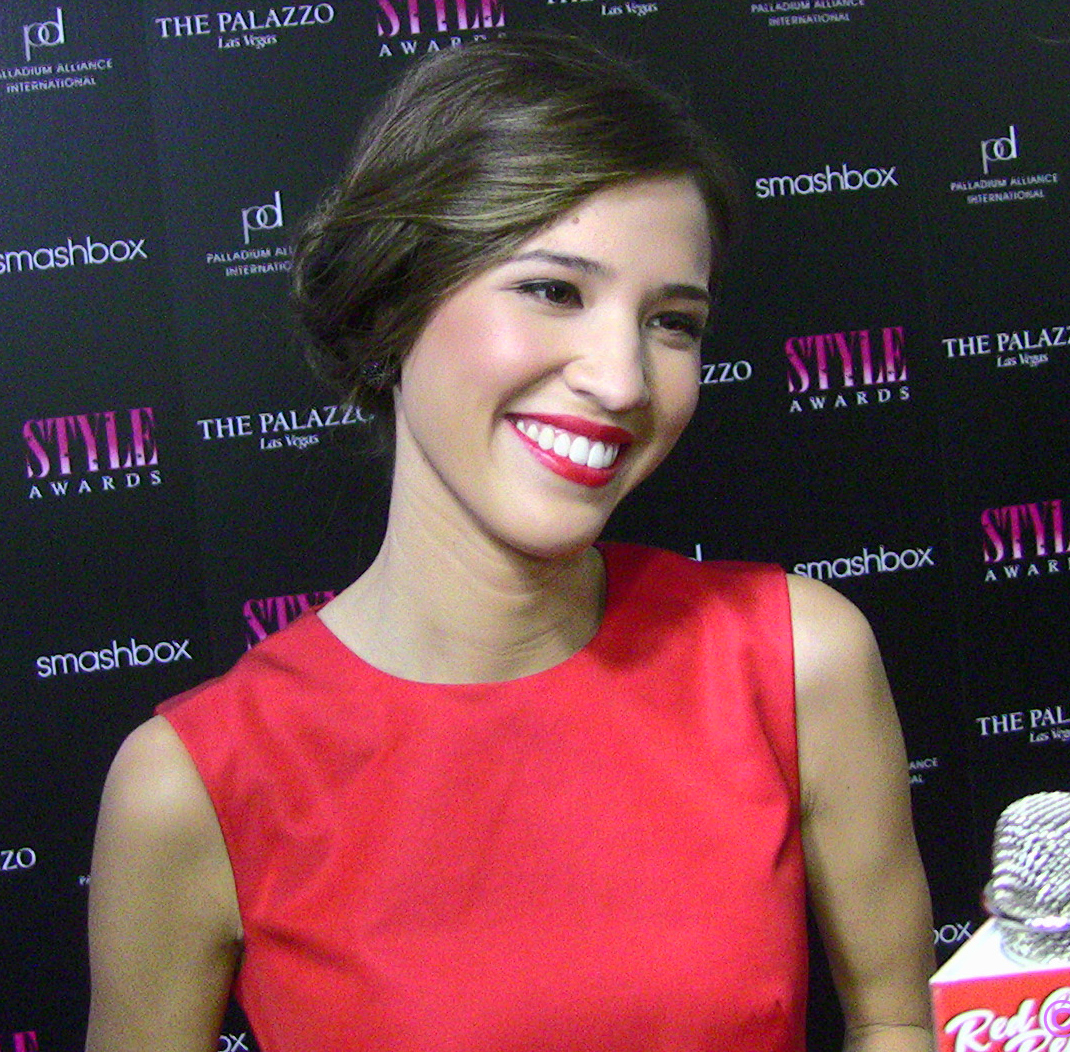
Kelsey Asbille

- Kelsey Asbille, attrice statunitense
- Kelsey Bone, cestista statunitense
- Kelsey Griffin, cestista statunitense con cittadinanza australiana
- Kelsey Plum, cestista statunitense
- Kelsey Robinson, pallavolista statunitense
- Kelsey Serwa, sciatrice freestyle canadese

## Il nome nelle arti
- Kelsey Leigh è un personaggio dei fumetti Marvel Comics.
- Kelsi Nielsen è un personaggio della serie di film High School Musical.